# ديانا مارا هنري
ديانا مارا هنري (بالإنجليزية: Diana Mara Henry)‏ هي صحفية ومصورة أمريكية، ولدت في 20 يونيو 1948 في سينسيناتي في الولايات المتحدة.